# Bloodfist IV: Rischio di morte
Bloodfist IV: Rischio di morte (Bloodfist IV: Die Trying) è un film statunitense del 1992 diretto da Paul Ziller. È il quarto capitolo della serie Bloodfist seguito da Bloodfist V - Bersaglio umano. Il film è conosciuto anche con il titolo Rivincita pericolosa.

## Trama
Quando Danny Holt si riprende l'auto di un noto commerciante e trafficante d'armi, si scatena una serie di guai, fino a quando i suoi amici sono stati uccisi e sua figlia è stata sequestrata. Così senza l'aiuto della CIA e l'FBI che sono state coinvolte, Danny prende in mano la situazione.